# Segerstads landskommun, Öland
Segerstads landskommun var en tidigare kommun i Kalmar län.

## Administrativ historik
Den 1 januari 1863 började kommunalförordningarna gälla och då inrättades cirka 2 500 kommuner (städer, köpingar och landskommuner), tillsammans täckande hela landets yta.
I Segerstads socken i Gräsgårds härad på Öland inrättades då denna kommun. Landskommunen uppgick 1952 i Ottenby landskommun som 1967 uppgick i Mörbylånga landskommun som sedan i sin tur 1971 ombildades till Mörbylånga kommun.